# Theodor Detmers
Theodor Anton Gunther Detmers (ur. 22 sierpnia 1902 w Witten, zm. 4 listopada 1976 w Hamburgu) – niemiecki wojskowy, komandor Kriegsmarine, dowódca niszczyciela „Hermann Schoemann” i krążownika pomocniczego HSK Kormoran.

## Życiorys
Theodor Anton Detmers urodził się w Witten w Zagłębiu Ruhry. 1 kwietnia 1921 roku wstąpił do Reichsmarine. Jako kadet służył między innymi na pancernikach „Hannover” i „Elsaß”, krążowniku „Berlin” oraz żaglowcu szkolnym „Niobe”. W 1925 roku został podporucznikiem na krążowniku lekkim „Emden”. Po roku został przeniesiony do służby na lądzie.
W lipcu 1927 roku Theodor Detmers został porucznikiem. Rok później powrócił na morze na pokładzie torpedowca „Albatros” (typu Möwe). W latach 1930–1932 ponownie pracował w sztabie Reichsmarine, następnie został skierowany na krążownik lekki „Köln”, na którym wziął udział w rocznym rejsie szkoleniowym do Azji południowo-wschodniej, Australii, Japonii i Chin. Od 1934 roku służył głównie na lekkich okrętach Kriegsmarine, torpedowcach i niszczycielach, aby w 1938 roku zostać dowódcą „Hermanna Schoemanna”. Pozostawał na tym stanowisku w chwili rozpoczęcia II wojny światowej a w lipcu 1940 roku objął dowództwo krążownika pomocniczego „Kormoran”.
Już w trakcie korsarskiego rejsu po oceanach Atlantyckim i Indyjskim Theodor Detmers otrzymał awans na Fregattenkapitäna. 19 listopada 1941 roku, w starciu z krążownikiem lekkim „Sydney” u zachodnich wybrzeży Australii, „Kormoran” zatonął w wyniku odniesionych uszkodzeń, zatapiając również nieprzyjacielski okręt. Komandor Detmers i większość załogi rajdera dostała się do niewoli, skąd powrócili do Niemiec na początku 1947 roku. Będąc w niewoli Theodor Detmers został odznaczony Krzyżem Rycerskim Krzyża Żelaznego i awansowany do stopnia komandora (Kapitän zur See).
Po powrocie do Niemiec komandor Detmers z powodu złego stanu zdrowia nie wstąpił do nowo tworzonej Bundesmarine. W 1959 roku opublikował, opartą na prowadzonym w trakcie rejsu prywatnym dzienniku, książkę Krążownik „Kormoran” (wyd. polskie Gdańsk, 2011, ISBN 978-83-62913-88-6). Zmarł 4 listopada 1976 roku w Hamburgu.

## Odznaczenia
- Krzyż Rycerski Krzyża Żelaznego – 1943
- Krzyż Żelazny I Klasy